# Marian Książkiewicz
Marian Książkiewicz (ur. 22 stycznia 1906 w Krakowie, zm. 16 lutego 1981 tamże) – polski geolog, badacz geologii Karpat.

## Życiorys
Urodził się w rodzinie Jana, maszynisty kolejowego, i Heleny Popiel. W 1924 zdał maturę w V Gimnazjum im. Jana Kochanowskiego w Krakowie. W latach 1925–1929 studiował na Uniwersytecie Jagiellońskim. Na podstawie rozprawy Badania geologiczne w Karpatach Wadowickich w 1930 uzyskał doktorat. Następnie podjął pracę w Katedrze Geologii UJ, początkowo jako asystent. Po habilitacji w 1933 (rozprawa: Budowa brzeżnych Beskidów Wadowickich i ich stosunek do przedmurza) wykładał tam jako docent.
Po wybuchu II wojny światowej udał się do Francji, gdzie wstąpił do Wojska Polskiego, z którym dostał się do Anglii. Tam do 1943 uczestniczył w pracach Polskiego Ośrodka Naukowego, a następnie wykładał geologię na kursach politechnicznych w Birmingham. 
Do kraju wrócił w listopadzie 1945 i objął kierownictwo Katedry Geologii UJ, od 1946 jako profesor zwyczajny. Kierował nią do emerytury w 1977 (w 1951–1957 w strukturach AGH w Krakowie). W latach 1954–1961 kierował Oddziałem Krakowskim Instytutu Geologicznego Centralnego Urzędu Geologii, a później krakowskim oddziałem Zakładu Nauk Geologicznych PAN. Był członkiem korespondentem (1952), rzeczywistym (1969) Polskiej Akademii Nauk, członkiem Polskiego Towarzystwa Przyrodników im. Kopernika, Węgierskiego Towarzystwa Geologicznego, Królewskiego Towarzystwa Geologicznego w Londynie, Towarzystwa Geologicznego Francji, Słowackiego Towarzystwa Mineralogiczno-Geologicznego, Bułgarskiego Towarzystwa Geologicznego oraz członkiem honorowym Polskiego Towarzystwa Geologicznego.
Brał udział w wyprawie naukowej Ludomira Sawickiego do Dobrudży w 1927 i na Bałkany w 1928 r. Odbył też podróże do Portugalskiej Afryki Wschodniej (obecnie Mozambik, 1939), Algierii (1952) i Syrii (1956). Wspomnienia z podróży po Mozambiku znalazły się w książce Ze wspomnień podróżników, Warszawa 1958, pod redakcją Bolesława Olszewicza.
Opracował szereg rozpraw naukowych i podręczników. 
Zmarł w Krakowie, pochowany na cmentarzu Rakowickim (kwatera XIVB-20-2).

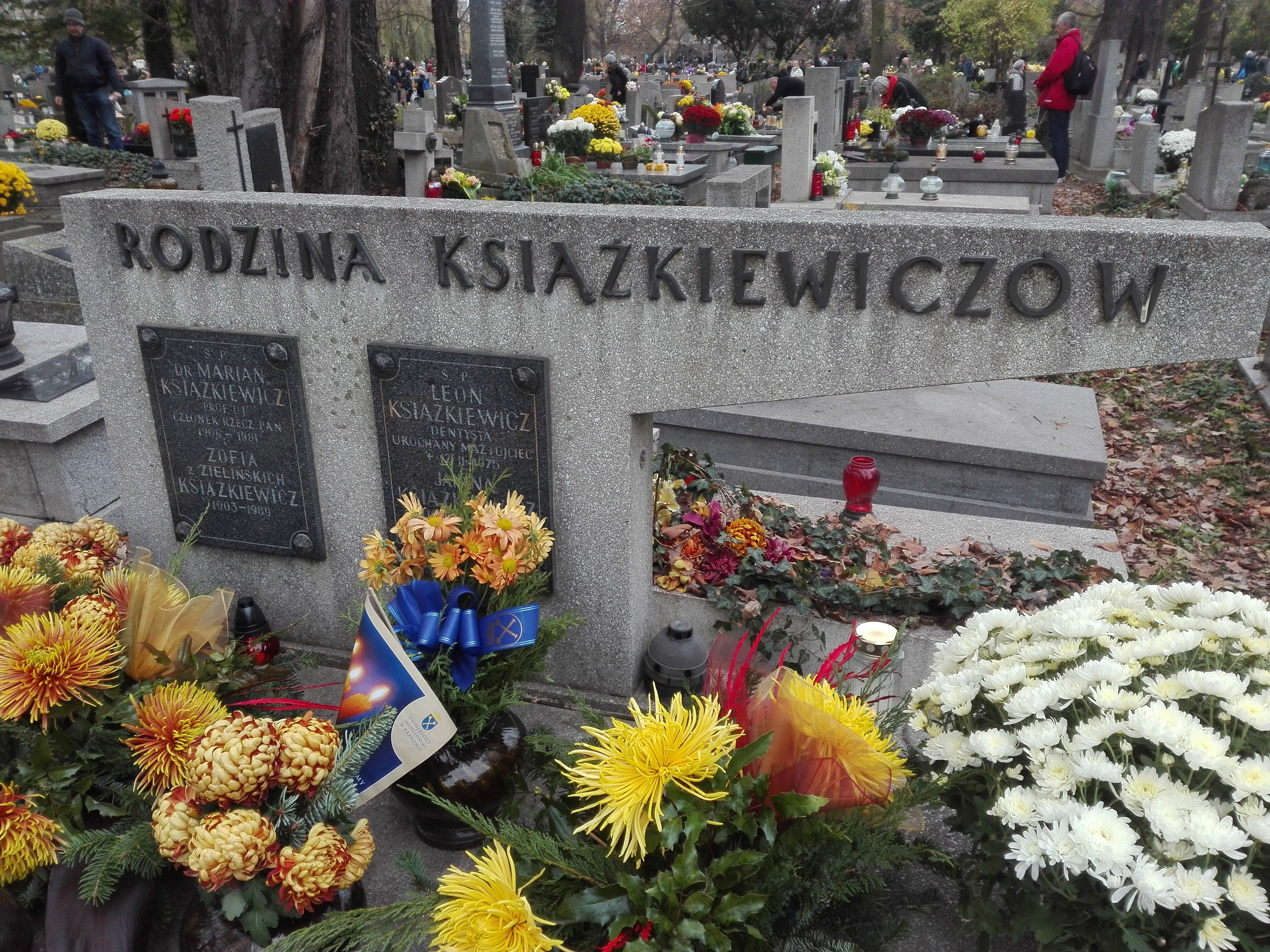
Grób Mariana Książkiewicza na cmentarzu Rakowickim (2017)

## Wybrane prace
- Marian Książkiewicz: Geologia dynamiczna. Wydawnictwa Geologiczne, Warszawa (Wydania w: 1968, 1972, 1979).

## Ordery i odznaczenia
- Order Sztandaru Pracy II klasy
- Krzyż Komandorski Orderu Odrodzenia Polski
- Krzyż Oficerski Orderu Odrodzenia Polski
- Medal 10-lecia Polski Ludowej (14 stycznia 1955)[4]
- Medal Komisji Edukacji Narodowej
- Odznaka tytułu honorowego „Zasłużony Nauczyciel PRL”

## Nagrody
- Nagroda Państwowa III stopnia za mapę geologiczną arkusza Wadowice i dzieło poświęcone geologii tego obszaru (1952)[5]
- Nagroda Państwowa I stopnia

## Upamiętnienie
W gmachu Instytutu Nauk Geologicznych UJ została umieszczona tablica pamiątkowa poświęcona Marianowi Książkiewiczowi, Oddział Karpacki Państwowego Instytutu Geologicznego otrzymał imię Mariana Książkiewicza. 